# Nefkens (busbedrijf)

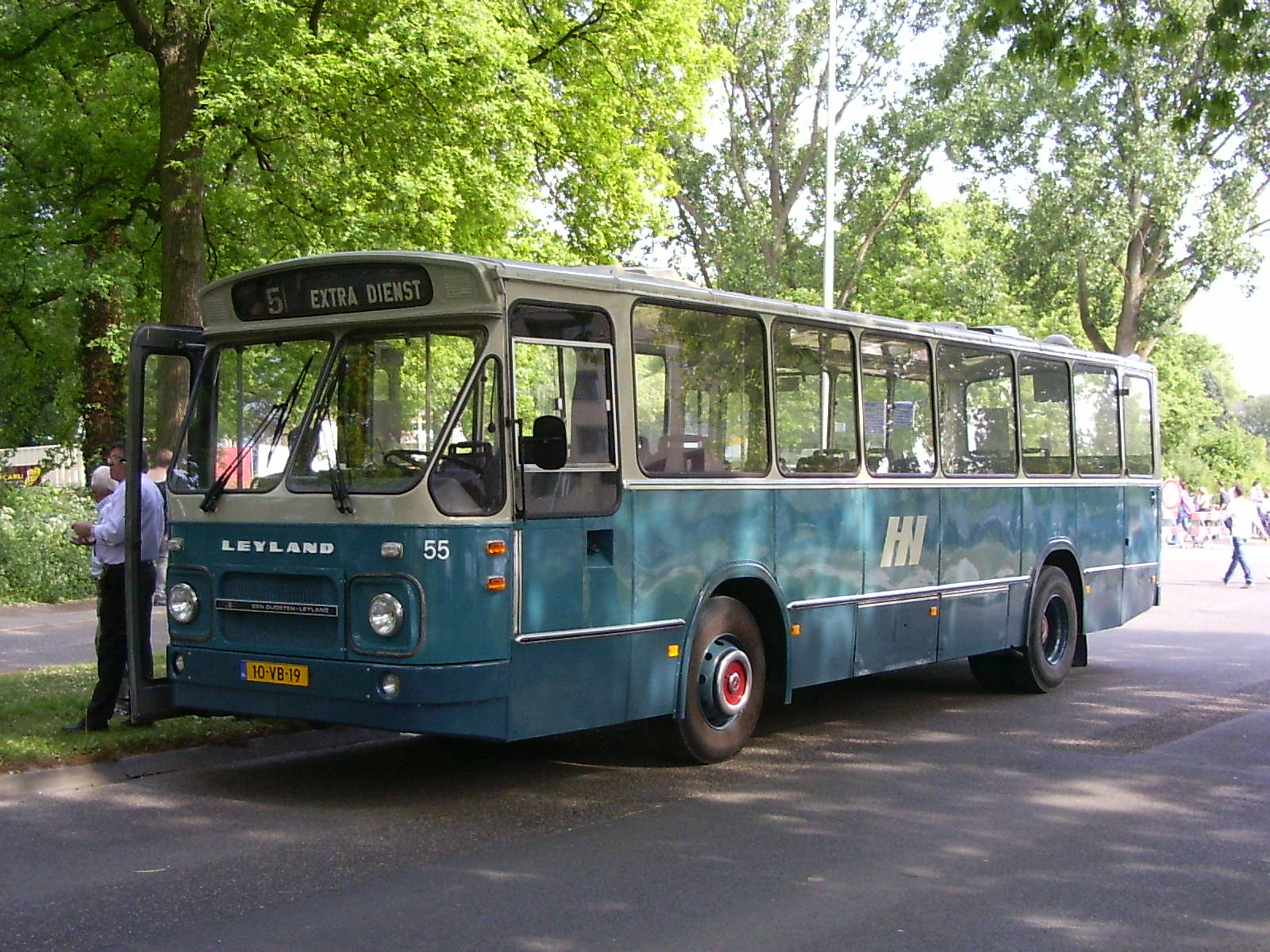
De Nefkens 55 van de Stichting Veteraan Autobussen.

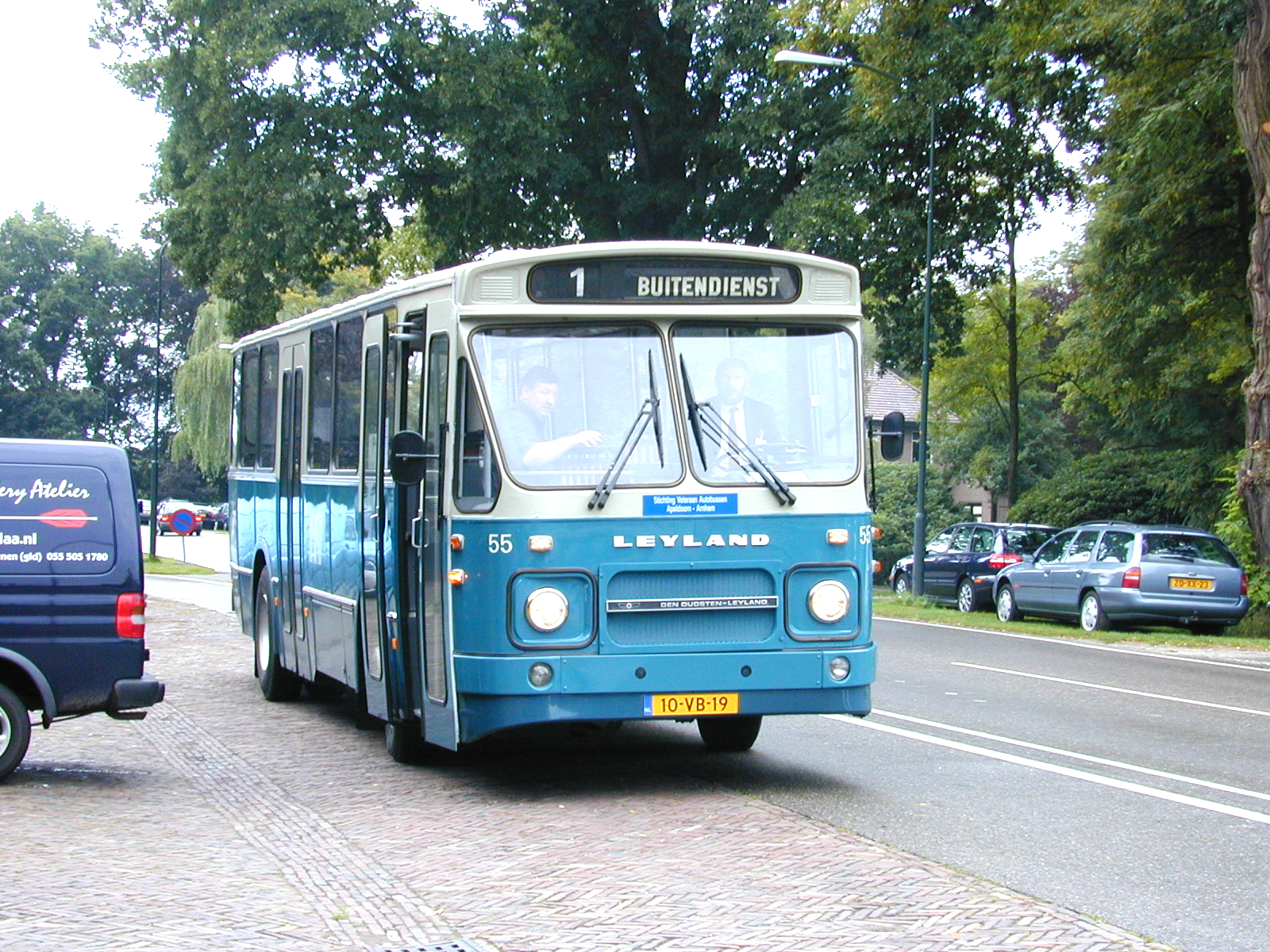
De Nefkens 55 van de Stichting Veteraan Autobussen.

Nefkens (voluit Henri Nefkens B.V.) is een voormalig busbedrijf dat van 1946 tot 1983 de stadsbusdiensten in Amersfoort exploiteerde.

## Geschiedenis
Nadat de Amersfoortsche Tramweg-Maatschappij in 1917 failliet ging, begon de eerste stadsbusdienst in Amersfoort te rijden in 1923. Deze werd geëxploiteerd door de ondernemer Nathan Hilversum. Hij bediende de wijken die relatief ver van het centrum lagen. Afgezien van kortstondige concurrentie in 1925 had hij het alleenrecht tot 1930, toen hij in financiële problemen geraakte. De dienst werd toen overgenomen door een semioverheidsbedrijf, de NV Amersfoortse Autobus Dienst (AAD). De gemeente Amersfoort bezat 93% van de aandelen. De AAD breidde de diensten uit en bereikte in 1939 een vervoersaantal van 530.000 reizigers. Op 1 mei 1943 moest de stadsbusdienst echter worden gestaakt door gebrek aan brandstof en het vorderen van bussen door de Duitse bezetters.
Na de bevrijding stapte de gemeente niet opnieuw zelf in het plaatselijk openbaar vervoer. Omdat de particuliere ondernemer Henri Nefkens een aantrekkelijk aanbod deed, kreeg hij de concessie. Op 16 november 1946 werd begonnen met de exploitatie. De diensten werden geleidelijk uitgebreid. Ook in het touringcarvervoer werd Nefkens actief, aanvankelijk onder de naam Intra-Eurovisie, later als Nefkens Tours. 
Door de gestage groei van Amersfoort onder invloed van de naoorlogse stadsuitbreidingen werd in 1958 een nieuwe opzet voor het lijnennet ontworpen, waarbij zes lijnen vanaf het station Amersfoort uitwaaierden naar de wijken. Daarbij werd ervoor gezorgd dat van elke lijn de bus om het half uur terug was bij het station om aansluitingen onderling en op de treinen te waarborgen. Dit net werd in de loop van de jaren zestig en zeventig uitgebreid tot elf lijnen.
Door toenemende verkeersdrukte werd het steeds moeilijker dit patroon te handhaven. Door stijgende personeelskosten en afkalvende reizigersaantallen kwam de winstgevendheid van het bedrijf in de jaren zeventig onder druk te staan. Er werd een beroep gedaan op de gemeente, die in 1971 een garantstelling afgaf voor de periode tot aan 1 januari 1983. Op die dag werd de stadsdienst overgedragen aan de Verenigde Autobus Diensten VAD.

## Materieel
De eerste jaren reed Nefkens op de stadsdienst voornamelijk met Chevrolet-bussen, met carrosserie van Den Oudsten (nummers 1-8) of Verheul (9 en 11-14). Een unicum was de tot dieselbus 15 verbouwde trolleybus van DAF en Verheul, die had gediend als prototype voor de Groningse trolleybus. In 1957 werd overgegaan op de Holland Coach, een zelfdragende Verheul-bus (series 21-26 en 27-29) met Leyland-componenten en underfloor motor. Ook voor touringcars koos Nefkens het merk Leyland. 
Toen Henri Nefkens in 1971 in onzekerheid verkeerde over de toekomst van de stadsdiensten, werden tweedehands Holland Coaches overgenomen van het Utrechtse stadsbusbedrijf GEVU. Deze bussen uit 1954-1956 waren snel aan vervanging toe. Daarom bestelde Nefkens acht Leyland-stadsbussen 31-38 met staande heckmotor bij de Belgische carrossier Jonckheere. Zij kwamen in dienst in 1972-1974 en werden ook wel 'Vikings' genoemd. In 1983 werden ze als 1731-1738 in het VAD-wagenpark opgenomen.
In de periode 1976-1980 schafte Nefkens bij Den Oudsten twintig bussen 41-60 aan op basis van het in België vervaardigde zelfdragende LVB668-model, verwant aan de standaardstreekbus. Hierbij was teruggekeerd naar de bouwwijze met hoge vloer en liggende underfloormotor. Bij de overname door de VAD in 1983 werd de serie vernummerd tot 1741-1760.

## Museumbussen
De Stichting Veteraan Autobussen heeft de Nefkens 55 (VAD 1755) in rijvaardige toestand in de collectie. Het Nationaal Bus Museum in Hoogezand bezit uit dezelfde serie de Nefkens 59 (VAD 1759).